# Bundeswehreinsatz in Syrien

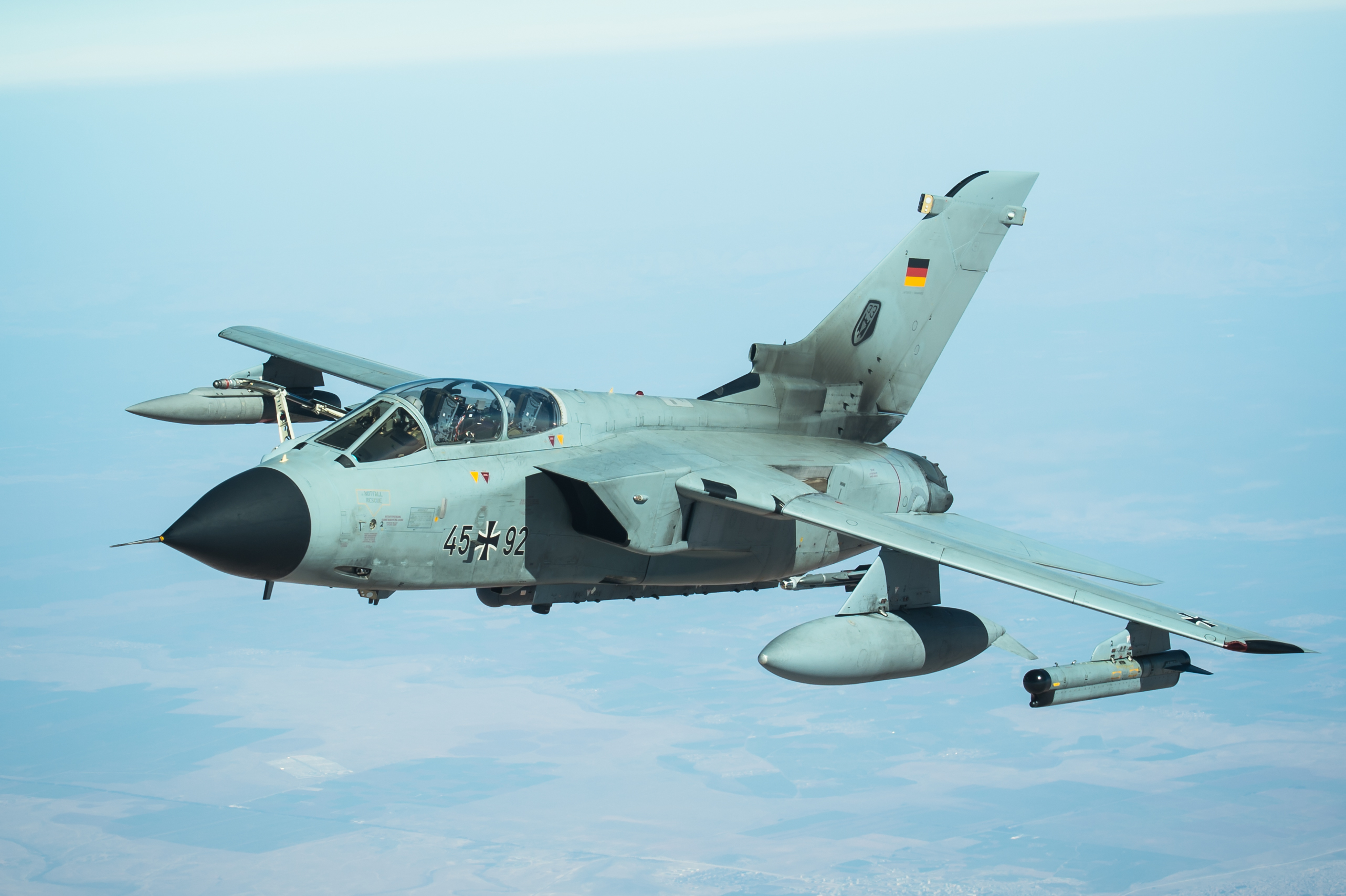
Ein deutsches Aufklärungsflugzeug vom Typ Tornado im Nordirak (2017)

Der Bundeswehreinsatz in Syrien (Codename Counter Daesh und Teil der US-geführten Combined Joint Task Force – Operation Inherent Resolve) zur Bekämpfung der Terrororganisation Islamischer Staat wurde ab Ende November 2015 von der deutschen Bundesregierung diskutiert, im Bundestag debattiert und am 4. Dezember 2015 mehrheitlich mit den Stimmen der Koalitionsparteien ohne UN-Mandat beschlossen. Eine Ausweitung wurde am 10. November 2016 im Bundestag beschlossen und bis 31. Dezember 2017 verlängert. Dafür wurden zunächst 114,5 Mio. Euro bereitgestellt. Zur Begründung hieß es, die Terroranschläge in Tunesien, der Türkei, Beirut, gegen Russland und vor allem in Paris hätten gezeigt, dass die Terrororganisation weit über die derzeit von ihr kontrollierten Gebiete in Syrien und im Irak hinaus eine globale Bedrohung für Frieden und Sicherheit darstelle. Mit den Anschlägen in Paris habe der IS Frankreich und die freiheitliche Werteordnung Europas direkt angegriffen.
Die Bundeswehr unterstützte mit einer Fregatte und sechs Aufklärungsflugzeugen vom Typ Tornado die französischen Streitkräfte – bewaffnete Angriffe (wie etwa durch eine Beteiligung an den Luftschlägen der internationalen Anti-IS-Koalition) wurden von deutscher Seite aber nicht durchgeführt. Es wurde ein Kontingent von 1200 Soldaten festgelegt, was zeitweise der größte Auslandseinsatz der Bundeswehr war. Wegen der Risiken, die mit der unklaren Lage in dem seit 2011 andauernden Bürgerkrieg in Syrien verbunden sind, des Konzepts des Einsatzes und der Politik der Bundesregierung ist der Bundeswehreinsatz umstritten.
Der Einsatz wurde letztmals bis zum 31. Januar 2022 verlängert. Das Kabinett Scholz lehnte eine Verlängerung des Einsatzes in Syrien ab.
Der Einsatz Counter Daesh / Capacity Building Iraq wurde dagegen zuletzt am 17. Oktober 2024 durch den Bundestag für die Missionen Operationen Inherent Resolve und NATO Mission Iraq verlängert.

## Hintergrund

Vom IS kontrollierte Gebiete in Syrien und im Irak
Von syrischen Rebellen kontrolliert
Von der syrischen Regierung kontrolliert
Von der al-Nusra-Front kontrolliert
Von der irakischen Regierung kontrolliert
Von syrischen Kurden kontrolliert
Von den irakischen Kurden kontrolliert
Von der libanesischen Regierung kontrolliert
Von der Hisbollah kontrollierte Gebiete

Der Bürgerkrieg in Syrien begann mit dem „Arabischen Frühling“ in mehreren arabischen Staaten 2011. Die Auseinandersetzung stellte sich von außen gesehen zunächst als eine Rebellion verschiedener Kräfte gegen Präsident Baschar al-Assad dar. Die militärische Opposition bestand jedoch bald auch aus religiös motivierten, sunnitischen Gruppierungen, finanziell unterstützt aus der Golfregion. Die militärische Opposition fand keine mit dem Internationalen Militäreinsatz in Libyen 2011 vergleichbare internationale Unterstützung. Aus Teilen verschiedener Gruppierungen formierte sich im Verlauf des Bürgerkrieges die Terrororganisation IS oder „Daesh“. Sie operierte Ende 2015 hauptsächlich im Osten Syriens und im Westen des Iraks.
Die Bundesregierung unter Angela Merkel strebte seit Ausbruch des Bürgerkrieges in Syrien eine diplomatische Lösung an. Ab September 2014 gehörte sie der US-geführten Koalition aus zehn Nationen an, den USA, Großbritannien, Frankreich, Deutschland, Italien, Dänemark, Türkei, Polen, Kanada und Australien. US-Außenminister John Kerry sprach dabei von einer Kernkoalition, um den Begriff einer Koalition der Willigen zu vermeiden. Im Rahmen dieser Koalition unterstützte Deutschland die kurdischen Peschmerga im Nordirak mit Waffen. Im November 2015 umfasste die Koalition 64 Staaten und verfolgte eine umfassende Strategie mit den Handlungslinien „Militär“, „Unterbrechung der Finanzströme“, „Unterbrechung des Zulaufs von ausländischen Kämpfern“, „Kommunikationsstrategie“ und „Stabilisierung“. Die Bundesregierung war in allen fünf Bereichen eingebunden, einschließlich der Arbeitsgruppe „Militär“ und hatte, zusammen mit den Vereinigten Arabischen Emiraten, den Vorsitz der zivilen Arbeitsgruppe „Stabilisierung“ inne, welche die Stabilisierung der von der Terrororganisation befreiten Gebiete in Syrien und Irak zum Ziel hatte. Bis Ende September 2015 hatte die Bundesregierung ein eigenes militärisches Engagement stets abgelehnt.
Noch Ende September 2015 verstärkte Europa seine Bemühungen um eine diplomatische Lösung des Kriegs in Syrien. Die Europäer und die USA schienen zunehmend bereit zu sein, den Verbleib Assads an der Macht vorerst zu dulden und seine Ablösung erst in einem späteren Stadium möglicher Verhandlungen zu klären. Bundeskanzlerin Angela Merkel sagte, um Fortschritte zu erzielen, müsse man mit vielen Akteuren sprechen, und dazu gehöre auch Assad.
Nach den Terroranschlägen vom 13. November 2015 in Paris ordnete der französische Staatspräsident François Hollande eine Verstärkung der Luftschläge gegen die IS an. Gleichzeitig warb er für eine breite internationale Koalition gegen die Dschihadisten, wobei er sich unter anderem explizit auf Artikel 42 Absatz 7 des Lissabon-Vertrages der EU bezog. Dies ist der erste Fall, bei dem die Anforderung militärischer Unterstützung unter Bezugnahme auf diesen Vertrag erfolgt; der NATO-Bündnisfall wurde dagegen nicht genutzt.
Ein weiteres Motiv der Bundesregierung ist durch die Flüchtlingskrise in Europa 2015 gegeben. Ein Großteil der Flüchtlinge des Bürgerkriegs in Syrien versucht über die Türkei, Griechenland, Mazedonien, Serbien, Ungarn (bzw. Slowenien) nach Österreich bzw. Deutschland zu gelangen. Alle diese Länder klagten über die Belastung und diskutierten die Errichtung von Grenzzäunen. Eine Lösung der Konflikte innerhalb Syriens, zumindest ein Zurückdrängen der IS, die die Zivilbevölkerung terrorisiert und Anhänger aller nicht-sunnitischen Glaubensrichtungen tötet (siehe Ideologie des IS), könnte die EU-Länder entlasten.

### Akteure in Syrien
Den Einsatz von Bodentruppen lehnen die USA, Frankreich, derzeit auch Russland und alle anderen Staaten ab. Jakob Augstein veröffentlichte eine Liste der Gruppen die zum Start des deutschen Engagements in Syrien aktiv waren – „ohne Anspruch auf Vollständigkeit“: Die erweiterte Liste:
- USA (Operation Inherent Resolve (OIR) (deutsch: Innere Entschlossenheit), offiziell am 15. Oktober 2014 durch das United States Central Command (CENTCOM) und rückwirkend ab dem 8. August 2014 gegen IS)
- Kanada (Operation Impact, seit 4. September 2014 gegen IS)
- Großbritannien (Operation Shader, seit 26. September 2014 gegen IS)
- Australien (Operation Okra, seit 31. August 2014 und Teil der US-geführten Combined Joint Task Force – Operation Inherent Resolve)
- Frankreich (Opération Chammal, seit 20. September 2014, verstärkt ab dem 14. November 2015 gegen IS)
- Belgien (Operation Desert Falcon (ODF), seit September 2014 gegen IS)
- Dänemark (Luftangriffe als Teil der Combined Joint Task Force – Operation Inherent Resolve)
- Niederlande (Luftangriffe als Teil der Combined Joint Task Force – Operation Inherent Resolve)
- Italien (Operazione Prima Parthica, seit Oktober 2014 gegen IS)
- Türkei (Luftangriffe gegen IS, YPG und PKK, Bodentruppen gegen IS, siehe: Schutzschild Euphrat)
- Russland (Luftangriffe, mindestens 2000 Mann der Luftwaffe, Marine, militärische Berater und Flak-Personal gegen IS und Anti-Assad-Kräfte; siehe Russischer Militäreinsatz in Syrien)[10]
- Vereinigte Arabische Emirate (Luftangriffe gegen IS)
- Katar (Luftangriffe vermutlich gegen IS, unterstützt die dschihadistisch-salafistische Terrororganisation Nusra-Front, die sich zur Zentralführung von al-Qaida bekannte.[11])
- Saudi-Arabien (Luftangriffe gegen Assad-Truppen und gegen IS)
- Bahrain (Luftangriffe)
- Jordanien (Operation Martyr Muath (سلاح الجو الملكي الاردني - عملية الشهيد معاذ), seit 22. September 2014 gegen IS)
- Irak (Syrien, Irak, Iran, und Russland haben eine gemeinsame Geheimdienst-Zentrale in Bagdad)[12]
- Israel (Luftangriffe seit 2013 auf den Golan und andere Landesteile gegen Assad-Kräfte und gegen die Hisbollah)[13]
- Iran (al-Quds-Einheit der Pasdaran und Geheimdienstoperationen gegen Anti-Assad-Kräfte)
- Nordkorea (versuchte 2013 Waffen und Munition sowie Gasmasken nach Syrien zu liefern. Wurde von der Türkei auf den Dardanellen abgefangen. Über die Anwesenheit von nordkoreanischem Militär in Syrien ist nichts bekannt)[14]
- Syrische Armee (Bodentruppen und Luftwaffe gegen Anti-Assad-Kräfte)
- al-Nusra-Front als Gliederung des Al-Qaida-Netzwerkes (Miliz) gegen Assad-Kräfte und Kurden, teilweise mit IS
- Ahrar al-Scham eine Salafisten-Miliz und eine der größten Rebellengruppen. Sie agiert im Nord-Westen Syriens und arbeitet mit der Nusra-Front zusammen. Die Ahrar al-Scham werden von der Türkei und Katar unterstützt.[15]
- Hisbollah (aus dem Libanon kommende Kräfte[16] mit Unterstützung vom Iran, gegen Anti-Assad-Kräfte)
- Amal-Miliz (aus dem Libanon gegen Anti-Assad-Kräfte)
- Islamische Front (Milizenbündnis mit Kämpfern aus Syrien, dem Libanon und Tschetschenien, sowie Kurden (gegen die YPG) gegen Assad-Kräfte, teilweise mit al-Nusra)
- Muslimbrüder in Syrien (gegen Assad-Kräfte)
- „Freie Syrische Armee“ (verschiedene Rebellengruppen, teilweise von den USA ausgerüstet, teilweise mit Verbindungen zum IS gegen Assad-Kräfte)
- mehrere kurdische Gruppen (YPG, PKK u. a., teilweise ausgerüstet von den USA; YPG indirekt von Deutschland gegen IS-, al-Nusra- und Assad-Kräfte)
- „Islamischer Staat“ (gegen Assad- und kurdische Kräfte und die übrige nicht-sunnitische Welt).

### Bundeswehreinsätze im Umfeld
260 Bundeswehrsoldaten waren in der Türkei, nahe der Grenze zu Syrien im Rahmen der Operation Active Fence Turkey (AF TUR) der NATO seit 2013 in der Stadt Kahramanmaraş stationiert. Am 14. Dezember 2012 beschloss der Bundestag erstmals auf Ersuchen der Türkei die Entsendung deutscher bewaffneter Streitkräfte zur Verstärkung der „integrierten Luftverteidigung der NATO“. Das aktuelle Mandat war bis zum 31. Januar 2016 befristet und erlaubte den Einsatz von bis zu 400 Soldaten. Der operative Einsatz der Bundeswehr endete am 15. Oktober 2015. Am selben Tag wurde mit der Vorbereitung für die Rückverlegung begonnen. Die Bundeswehr sollte mit ihren PATRIOT-Flugabwehrsystemen die Türkei vor Raketenbeschuss aus Syrien schützen.
Außerdem kämpfen kurdische Peschmerga mit Bundeswehr-Waffen in Syrien und dem Irak. Mit der Ausbildungsunterstützung der Bundeswehr im Irak unterstützt die deutsche Bundesregierung die kurdischen Peschmerga-Einheiten der Autonomen Region Kurdistan für den Kampf gegen den IS durch Bewaffnung und Ausbildung. 102 deutsche Soldaten aus den Truppenteilen Feldjäger, Fallschirmjäger, MAD und Sanitäter sind im Nordirak im Einsatz.
Der Stationierungsort Incirlik Air Base liegt nahe der Stadt Adana, die wiederum als Sammelpunkt für IS-Freiwillige gilt, die aus dem Ausland angereist sind und nach Syrien wollen. Für amerikanische Soldaten auf dem Stützpunkt wurde vor einiger Zeit ein Ausgehverbot verhängt.

## Zusage der Bundesregierung

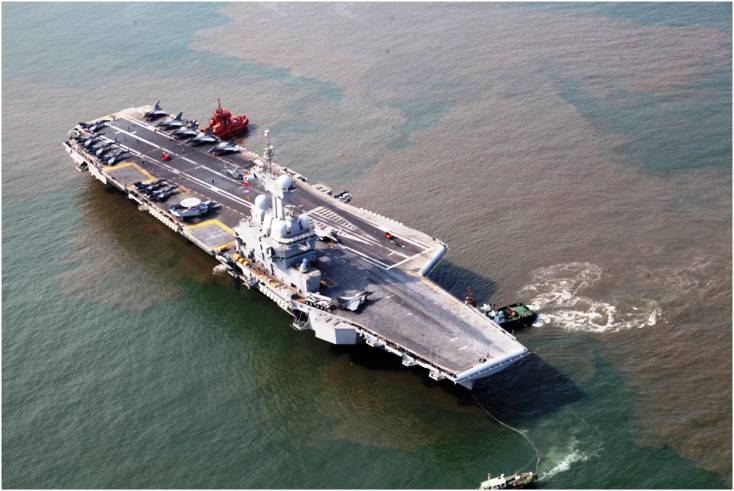
Die Charles de Gaulle bei einem Anlegemanöver in Indien (2015)

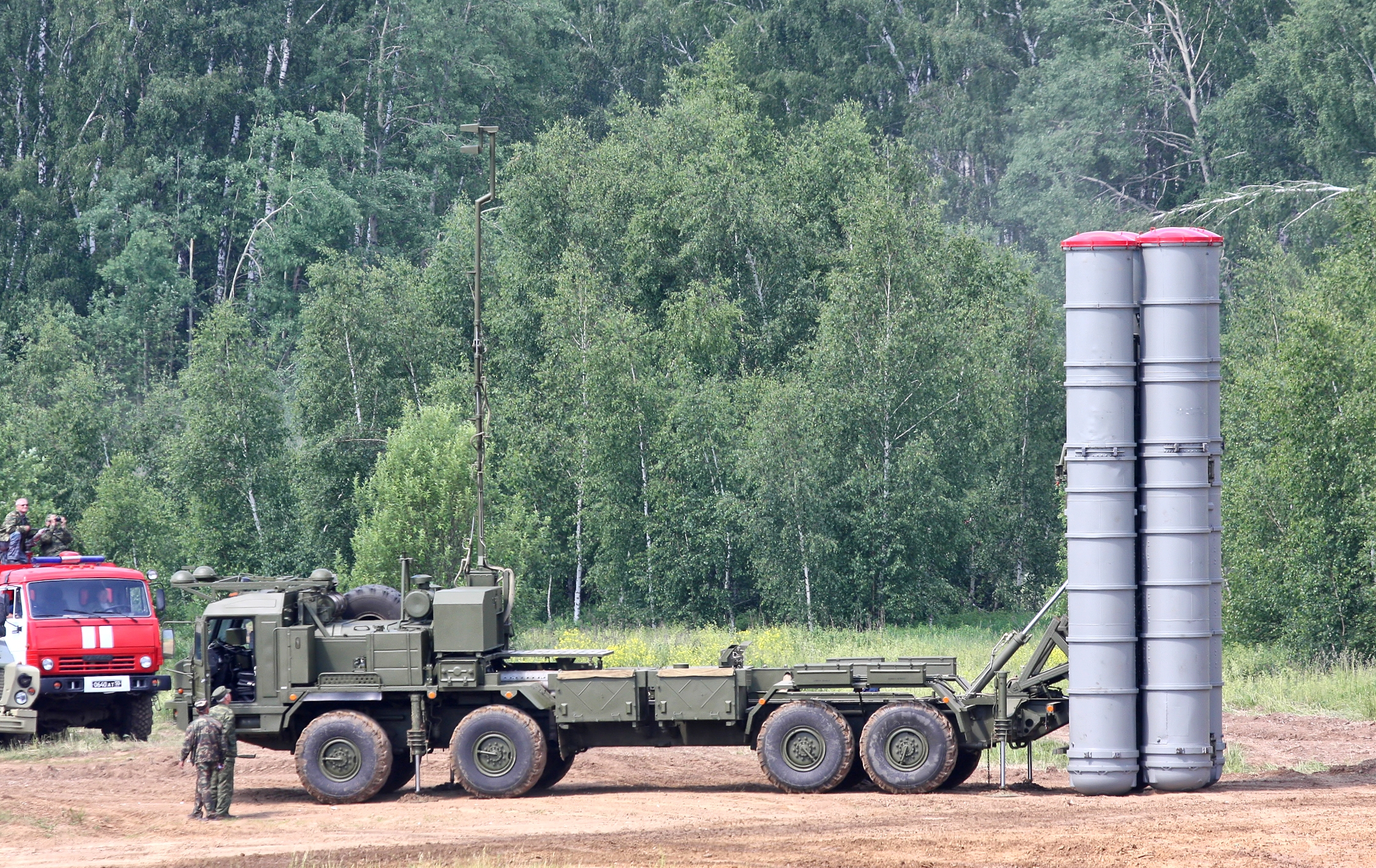
Bewegliche Abschusseinheit des S‑400-Luftverteidigungssystems, wie es von russischen Kräften in Syrien verwendet wird

Die Bundesregierung unter Angela Merkel gab am 28. November 2015 bekannt, dass sie unter anderem sechs Tornado-Aufklärungsflugzeuge und eine Fregatte für den Kampf gegen die IS-Miliz in den Einsatz schicken wolle. Die Fregatte Augsburg solle, zusammen mit einer belgischen Fregatte den französischen Flugzeugträger Charles de Gaulle im Mittelmeer schützen. Am 1. Dezember 2015 beschloss die Bundesregierung den Einsatz von bis zu 1200 Soldaten.
Unklar war zunächst, ob zum Beispiel auch Russland die Ergebnisse der deutschen Aufklärung erhalten soll. Auf Nachfrage verneinte dies Verteidigungsministerin Ursula von der Leyen. Die russische Luftwaffe hatte unmittelbar nach dem türkischen Abschuss einer Suchoi Su-24 der russischen Luftwaffe und vor der Bekanntgabe des geplanten Bundeswehreinsatzes in Berlin ihre S-400-Raketenabwehr auf dem syrischen Stützpunkt Latakia stationiert. Das System S-400 dient der effektiven Bekämpfung von ballistischen Raketen und Überschall-Kampfflugzeugen. Als Konfliktparteien im syrischen Bürgerkrieg verfügen nur die mit Russland verbündete Streitkräfte Syriens und die westlichen und arabischen Alliierten der Anti-Terrorkoalition über entsprechende Waffen und Kampfflugzeuge. Unklar ist, wie die westlichen Kampfflugzeuge, darunter die deutschen Tornados, ohne Absprachen mit Moskau unter dem Schirm der S-400-Raketenabwehr agieren sollen.

## Politische Debatte
Verteidigungsministerin Ursula von der Leyen stellte in Aussicht, dass es zu einer Kooperation mit der syrischen Armee kommen könnte und präzisierte kurz darauf, dass dies nur dann der Fall sein würde, wenn diese nicht mehr unter dem Befehl von Präsident Baschar al-Assad stünde.
Der Bundeswehrverband fordert von der Bundesregierung, klare Ziele für einen Syrien-Einsatz zu definieren. „Krieg ist kein Selbstzweck“, sagte der Vorsitzende André Wüstner und weiter: „Es braucht klare Ziele und eine Strategie. Und da erwarten wir noch Antworten.“ Er geht davon aus, „dass dieser Kampf mehr als zehn Jahre lang andauern wird“. Deshalb sei ein „Ordnungsziel“ erforderlich. Deutlich wies er darauf hin, dass die Terrororganisation IS nicht auf den Irak und Syrien beschränkt sei, sondern die Bekämpfung auch in weiteren Ländern im Nahen Osten und Nordafrika nötig werde.
Nachdem der Einsatz vom Bundestag mandatiert wurde, bekräftigte der Bundeswehrverband seine Forderung nach mehr Personal für die Truppe. „Aktuell brauchen wir mindestens 5000 bis 10.000 Soldaten mehr“, sagte Wüstner. Dies sei auch nötig, „weil ab Januar eine gesetzliche Arbeitszeit greift und den Rund-um-die-Uhr-Dienst im Grundbetrieb auf Kosten der Gesundheit zu Recht nicht mehr zulässt“. Die Reduzierung der Truppe ist nach Einschätzung des Verbands zu weit gegangen, da bei der Reform 2011 niemand die Krise in der Ukraine vor Augen oder den Kampf gegen den Islamischen Staat sowie die Verlängerung des Afghanistan-Einsatzes im Blick gehabt hätte. Die Politik sei damals nicht davon ausgegangen, dass im Jahr 2016 über 20.000 Soldaten im Einsatz oder in einsatzgleichen Verpflichtungen samt Flüchtlingshilfe stehen würden.
Das Verteidigungsministerium versprach vor Parlamentariern, dass Flugaufträge, „die nicht der Aufklärung des IS dienen, zurückgewiesen“ würden. Befürchtet wird, dass auch kurdische Stellungen identifiziert werden könnten.
Auf die Frage „Sollte Deutschland Frankreich helfen, militärisch gegen die Terrorgruppe ‚Islamischer Staat‘ in Syrien vorzugehen?“ antworteten vier Tage vor der Bundestagsabstimmung 58 Prozent der befragten Deutschen mit „ja“; 37 Prozent waren dagegen.

### Haltung der Parteien
Der SPD-Verteidigungspolitiker Rainer Arnold räumte ein, ein UN-Mandat wäre besser, „aber es gibt ja eine Uno-Resolution vom vergangenen Freitag und die Selbstverpflichtung der Europäer, dem Partner Frankreich beizustehen.“ Niels Annen (SPD) sagte, es sei möglich, dass einzelne SPD-Abgeordnete den Einsatz nicht mittragen werden. In der SPD-Bundestagsfraktion stimmten bei einer Probeabstimmung in einer Fraktionssitzung laut Spiegel Online 13 Abgeordnete gegen den Einsatz und ein Abgeordneter enthielt sich.
Die CSU meint, Deutschland könne sich einem militärischen Engagement nicht verweigern und qualitativ sei der Einsatz der Tornados kein Unterschied zum bisherigen Engagement. Man beteilige sich ohnehin durch die Waffenlieferungen an die Peschmerga bereits aktiv am Kampf gegen IS.
Bündnis 90/Die Grünen stimmen dem Einsatz zunächst ebenfalls zu, stellten aber einige Bedingungen. Die Partei will unter anderem ein UNO-Mandat für den Einsatz, was aber bis zur Abstimmung keinesfalls vorhanden sein wird. Zwar sagte die Fraktionsvorsitzende Katrin Göring-Eckardt, die Grünen hätten sich die Entscheidung nicht leicht gemacht, jedoch hatte die Fraktion gar keine Entscheidung zu einer einheitlichen Haltung getroffen. Klar war nur, dass die meisten Grünen-Abgeordneten gegen den Einsatz stimmen wollen.
Die Linke kritisiert die Entscheidung der Bundesregierung. Deutschland rücke mit dem Bundeswehreinsatz in Syrien noch weiter in den Fokus der Gewalttäter. Die Terroristen des IS ließen sich nicht mit militärischen Mitteln bekämpfen. Der Islamische Staat müsse ausschließlich durch eine konsequente Unterbindung von Waffenlieferungen und Finanzströmen kampfunfähig gemacht werden. Sie kritisierte weiter, dass nach wie vor und trotz zahlreicher Ankündigungen der Türkei die Schließung der Grenze zwischen der Türkei und Syrien immer noch ausstehe und der IS so weiterhin ungehindert Nachschub an Kämpfern und Waffen erhalte.

### Weitere Einschätzungen
Im Spiegel wurde geäußert, dass es gar keine Strategie gebe, um den IS zu besiegen, bzw. dass auch der Bundeswehreinsatz keiner Strategie folge. Bei einem Treffen der NATO-Außenminister waren diese sich nur einig, dass Luftangriffe gegen den IS allein nicht reichten, um den IS zu besiegen. Bodentruppen wolle auch niemand entsenden. Die Bundesregierung habe nur die vage Hoffnung, dass die Truppen von Assad und der Opposition sich gegen den IS verbündeten.
Ulrich Scholz, Oberstleutnant a. D., ehemaliger NATO-Einsatzplaner und Tornadopilot schätze den Einsatz im ARD-Interview als militär-taktisch „recht sinnlos“ ein, hielt die Tornados für veraltet, bezeichnete sie als „Vietnam-Technologie“ und sah in ihnen keinen Mehrwert für die Aufklärung, da dies US-Drohnen und F16 besser könnten. Zur Einschätzung von Gefechtserfolgen bei zerstörten Gebäuden sei die Technik sinnvoll, nicht jedoch bei IS-Kämpfern die sich mit leichten Waffen in der Bevölkerung aufhalten. Der Einsatz der Luftwaffe wäre laut Schulz nur als Ergänzung zu Bodentruppen sinnvoll. Der Syrien-Konflikt sei militärisch nicht zu lösen, der deutsche Einsatz eine politische Solidaritätsbekundung gegenüber Frankreich.
Thomas Ruttig, Ko-Direktor des Afghanistan Analysts Network mit Sitz in Berlin und Kabul wies darauf hin, dass überhaupt nicht klar sei, gegen wen eigentlich gekämpft werden solle. „Zwar ist klar, dass sowohl Assad als auch der IS gefährlich für die Bevölkerung sind, aber die Alliierten sehen das jeweils unterschiedlich. Und es ist überhaupt nicht klar, wer die Verbündeten sind. Dennoch: Der jetzige Einsatz ist in erster Linie Symbolpolitik und kommt sehr spät.“ Er stellte den Syrien-Einsatz in den Kontext des Afghanistan-Einsatzes und wies darauf hin, dass die westliche Intervention sowohl Teil der Lösung als auch Teil des Problems geworden sei. Sie habe das Hauptproblem in Afghanistan nicht gelöst, nämlich den Krieg zu beenden.
Daniel-Erasmus Khan, Professor für Öffentliches Recht, Europarecht und Völkerrecht an der Universität der Bundeswehr in München und der Münchner Hochschule für Politik, hegt große Zweifel an der völkerrechtlichen Legitimität des Einsatzes. Er warf der Politik mangelnde Sorgfalt und Verantwortung vor. Dass die Bundesregierung gleich drei Gründe zur Rechtfertigung des Einsatzes anführe, sei eher ein Zeichen dafür, dass man sich der Sache nicht wirklich sicher sei. „Selbst auf drei wackligen Pfeilern lässt sich kein solides völkerrechtliches Gebäude errichten. Und ein solches ist hier unverzichtbar – das schuldet die Politik nicht zuletzt den Soldatinnen und Soldaten, die sie in den Einsatz schickt.“
Der Liedermacher Konstantin Wecker rief zur Unterstützung einer Friedenskundgebung am 3. Dezember 2015 vor dem Brandenburger Tor auf. In einer Erklärung schrieb er: „Mit Aufklärungsjets, Luftbetankung und einer Fregatte will Deutschland in die internationale Koalition gegen den IS einsteigen. Man muss kein Pazifist sein, um das schlichtweg als wahnsinnig zu bezeichnen. … Der größte Feind des IS ist Zärtlichkeit und Großherzigkeit. Mit Bomben können die Herren Krieger umgehen, die lachen sie aus, das sind sie gewöhnt, das ist ihre Sprache. Aber unsere mittlerweile viel geschmähte ‚Willkommenskultur‘ ist ihnen suspekt. Wenn sich Christen und Juden und Moslems vertragen, miteinander respektvoll umgehen, fällt es ihnen schwer, verzweifelte, verängstigte und hassende junge Männer zu rekrutieren. Einmal muss der Wahnsinn der andauernden gewalttätigen Vergeltung durchbrochen werden.“
Der Vorsitzende des Zentralrats der Muslime in Deutschland, Aiman Mazyek, kritisierte in einem Interview den Bundeswehreinsatz. Er sagte, „die beste und stärkste Waffe gegen den Terror sei ein Stopp von Waffenlieferungen, die Regionalmächte an den Verhandlungstisch zu zwingen und […] ein starkes Versöhnung- und Friedenskonzept […] Damit trocknen wir Terror und Diktatur weltweit am besten aus.“ Er bezeichnete das Entstehen der Terrormilizen „Islamischer Staat“ und Al-Kaida als „Ergebnis einer völlig falsch gelaufenen  Geo- und Kriegspolitik“. Sie sei einer der Gründe dafür, dass es heute „absolut perverse und extremistische Ausformungen von mutmaßlichen Muslimen“ gebe, sagte Mazyek mit Hinweis auf den Irakkrieg. „Wir haben Krieg gesät, und es sind Flüchtlinge und Terror gekommen.“
Die beiden mitgliederstärksten Kirchen Deutschlands, katholische und evangelische Kirche, nahmen unterschiedliche Haltungen ein. Die katholische Deutsche Bischofskonferenz hält den Einsatz militärischer Gewalt als letztes Mittel gegen die Terrororganisation „Islamischer Staat“ für ethisch vertretbar. Wenn das „menschenverachtende Treiben“ des IS in Syrien auf anderem Wege nicht zu stoppen sei, dürfe militärische Gewalt angewendet werden, sagte Erzbischof Ludwig Schick. Der Friedensbeauftragte der Evangelischen Kirche in Deutschland, der leitende Theologe der Bremischen Kirche Renke Brahms warnte vor einem Einsatz der Bundeswehr in Syrien. Nach den Grundsätzen evangelischer Friedensethik müsse für einen militärischen Einsatz als äußerstes Mittel einer rechtserhaltenden Gewalt zwingend ein Mandat des UN-Sicherheitsrates vorliegen. „Wir dürfen das ohnehin durch Einsätze in der Vergangenheit angeschlagene Völkerrecht nicht weiter aushöhlen […] Jede direkte militärische Intervention oder gar ein Einsatz von Bodentruppen werden die Eskalation beschleunigen und auch einer weiteren Institutionalisierung des IS Vorschub leisten“, sagte Brahms und fügte hinzu: „Das aber ist genau das Kalkül des IS, damit gehen wir den Terroristen auf den Leim.“

## Mandat des Bundestages
Die Zustimmung des Bundestages wurde am 4. Dezember 2015 mit den Stimmen von SPD und CDU/CSU beschlossen. Dabei stimmten 445 Abgeordnete für den Einsatz, 145 stimmten dagegen, sieben enthielten sich.
Das Mandat war bis zum 31. Dezember 2016 gültig und schrieb eine personelle Obergrenze von 1200 Soldaten vor. Veranschlagt waren Kosten von 134 Millionen Euro für das erste Jahr, deutlich weniger als in der gefährlichsten Phase des Afghanistan-Einsatzes mit mehr als einer Milliarde Euro.
Eine Verlängerung bis 31. Dezember 2017 wurde am 10. November 2016 im Bundestag beschlossen. Dafür wurden 114,5 Mio. Euro bereitgestellt. Am 12. Dezember 2017 verlängerte der Bundestag das Mandat bis zum 31. März 2018. Am 18. Oktober 2018 verlängerte der Bundestag den Einsatz bis zum 31. Oktober 2019. Am 29. Oktober 2020 wurde der Einsatz bis zum 31. Januar 2022 verlängert.
Es wurden Tornados zu Aufklärungszwecken, ein Tankflugzeug und eine Fregatte zum Schutz eines französischen Flugzeugträgers entsandt. Darüber hinaus wird der Bundeswehreinsatz durch Satellitenaufklärung unterstützt und Stabspersonal wird eingesetzt.
Verteidigungsministerin Ursula von der Leyen betonte während der Sitzung des Deutschen Bundestags: „Die Gedankenwelt des IS ist teuflisch. Wir müssen ihn bekämpfen und wir sollen ihn bekämpfen.“ Außenminister Walter Steinmeier betonte: „Wir setzen auf eine politische Lösung.“ Jürgen Hardt, außenpolitischer Sprecher der CDU/CSU-Bundestagsfraktion, sicherte wegen der Weitergabe der Ergebnisse der Luftaufklärung zu: „Die Türkei wird verantwortungsvoll mit unseren Daten umgehen.“ Diese Position wurde von Verteidigungsministerin von der Leyen jedoch wenige Tage später revidiert und ein System von zwei Zensoren eingeführt.
Der Antrag der Bundesregierung (Drucksache 18/6866) lautete wie folgt:

„Einsatz bewaffneter deutscher Streitkräfte zur Verhütung und Unterbindung terroristischer Handlungen durch die Terrororganisation IS auf Grundlage von Artikel 51 der Satzung der Vereinten Nationen in Verbindung mit Artikel 42 Absatz 7 des Vertrages über die Europäische Union sowie den Resolutionen 2170 (2014), 2199 (2015), 2249 (2015) des Sicherheitsrates der Vereinten Nationen.“

In Punkt drei wird der Auftrag fest gelegt:

„Der deutsche Beitrag dient dem Kampf gegen den Terrorismus im Rahmen der Allianz gegen IS und zur Unterstützung insbesondere Frankreichs, Iraks und der internationalen Allianz in ihrem Kampf gegen IS durch Bereitstellung von Luftbetankung, Aufklärung (insbesondere luft-, raum- und seegestützt), seegehendem Schutz und Stabspersonal zur Unterstützung. Für die beteiligten Kräfte der Bundeswehr ergeben sich hieraus folgende Aufgaben:
- Einsatzunterstützung durch Luftbetankung,
- Begleitschutz und Beitrag zur Sicherung des Marineverbandes,
- See- und Luftraumüberwachung,
- Aufklärung,
- Austausch und Abgleich gewonnener Lageinformationen mit weiteren Akteuren der internationalen Allianz gegen IS im Rahmen des Auftrags,
- Wahrnehmung von Verbindungs-, Beratungs- und Unterstützungsaufgaben gegenüber Hauptquartieren der multinationalen Partner und im Rahmen der internationalen Allianz gegen IS,
- Gewährleistung von Führungs-, Verbindungs-, Schutz- und Unterstützungsaufgaben für die Durchführung des Einsatzes deutscher Kräfte, dabei ggf. auch Rettung und Rückführung isolierten Personals.“

Nachdem der Bundestag am Vormittag des 4. Dezember 2015 über den Einsatz debattiert hatte, brachte die Regierung die Vorlage zur Abstimmung. Für das Mandat votierten 445 Abgeordnete, dagegen waren 145. Sieben Abgeordnete enthielten sich.
Die Ja-Stimmen kamen fast ausschließlich aus dem Koalitionslager von CDU/CSU und SPD. Die Linksfraktion hatte vorab ein geschlossenes Nein angekündigt, die Grünen eine mehrheitliche Ablehnung.

## Verfassungs- und völkerrechtliche Grundlage
Das Mandat des Bundestags nennt als Rechtsgrundlagen für den Einsatz für die Bundeswehr:
- Artikel 51 der Satzung der Vereinten Nationen, welcher das „naturgegebene Recht zur individuellen oder kollektiven Selbstverteidigung“ im Fall eines bewaffneten Angriffs bis zu einer Entscheidung des UN-Sicherheitsrats sichert. Auf dieses Recht beruft sich Frankreich[49][50]. Durch die Bundeswehrmission sollen Frankreich, Irak und die von den Vereinigten Staaten geleitete internationale Allianz gegen den Islamischen Staat „auf der Grundlage des Rechts auf kollektive Selbstverteidigung gemäß Artikel 51 der Charta der Vereinten Nationen“[2] unterstützt werden. Insbesondere, da der Sicherheitsrat wiederholt festgestellt hat, „dass von der Terrororganisation IS eine Bedrohung für den Weltfrieden und die internationale Sicherheit ausgeht“.
- Artikel 42 Absatz 7 des Vertrags über die Europäische Union, nach welchem die Mitgliedstaaten der EU sich zusichern, einander „alle in ihrer Macht stehende Hilfe und Unterstützung“ zu schulden. Durch die Protokollerklärungen Nr. 13 und 14 zur Gemeinsamen Sicherheits- und Verteidigungspolitik sind die mitgliedstaatlichen Besonderheiten und damit insbesondere die Möglichkeit sichergestellt, sich gegenüber der Beistandspflicht auf prinzipielle inhaltliche Vorbehalte wie beispielsweise den deutschen Parlamentsvorbehalt oder die österreichische Politik der militärischen Neutralität zu berufen.[51]
- Die UN-Resolutionen Nummern 2170 (2014)[52], 2199 (2015)[53] und 2249 (2015)[54], welche insbesondere die Mitgliedstaaten der UN auffordern in Syrien und dem Irak „alle notwendigen Maßnahmen“ zu ergreifen, „um terroristische Handlungen zu verhüten“.

Die juristischen Zweifel sind mit dieser Kombination nicht ausgeräumt. Sowohl bei Grünen und Linken, aber auch in der SPD- und in der Unions-Fraktion gab es Skepsis dazu und auch unter Rechtsexperten der Bundesregierung gibt es Bedenken, ob die UN-Resolution 2249 (2015) ausreichen würde. Denn bisher gibt es kein explizites UN-Mandat für eine friedenserzwingende Maßnahme in Syrien nach Kapitel VII der UN-Charta. Ob ein implizites Mandat vorliegt, ist umstritten.
Das vom Bundestag erteilte Mandat erlaubt den beteiligten Bundeswehrsoldaten „zur Durchsetzung ihrer Aufträge“ Gewalt anzuwenden. Damit ist einerseits die Verteidigung und Rettung eigener Soldaten gemeint. Jedoch auch der Schutz von Verbündeten. Die Aufklärungs-Tornados sind bewaffnet und sollen sich aktiv verteidigen, werden sie angegriffen.
Der Bochumer Völkerrechtler Hans-Joachim Heintze sieht eine „rechtlichen Grauzone“ bei dem Einsatz. Heintze kritisierte: „Es ist eine große Errungenschaft im Völkerrecht, dass die Gewaltanwendung zwischen Staaten durch die Charta der Vereinten Nationen verboten wurde. Es gibt nur zwei Ausnahmen, dass Staaten berechtigt sind, Gewalt anzuwenden: Das ist zum einen der klassische Fall der Selbstverteidigung, der Platz greift nach einem bewaffneten Angriff auf einen Staat, und der zweite Fall wäre, dass der Sicherheitsrat der Vereinten Nationen Staaten ermächtigt, Gewalt anzuwenden, weil ein Fall der Gefährdung und schweren Bedrohung der internationalen Sicherheit oder des Völkerrechts vorliegt. In diesen Fällen dürfte man Gewalt anwenden. Eine solche Resolution, die die Bundesrepublik Deutschland oder Frankreich oder die USA ermächtigen würde, in Syrien Gewalt anzuwenden, gibt es allerdings nicht.“
Der Völkerrechtler Daniel-Erasmus Khan hält den Einsatz für widerrechtlich. Er argumentiert, dass weder ein Angriff eines Staats
(IS wird als Terrororganisation und nicht als Staat eingestuft) auf Frankreich vorliegt noch die syrische Regierung um Hilfe gebeten hätte. Weiterhin argumentiert er: „Selbst wenn völkerrechtlich ein Angriff vorläge: Zur Verteidigung eines anderen Staates darf die Bundeswehr – so das Bundesverfassungsgericht – nur eingesetzt werden im Rahmen eines sogenannten Systems kollektiver Sicherheit. Das sind die UNO oder auch die NATO. Für die EU wird das zwar nunmehr auch behauptet, ist aber sehr umstritten und ungeklärt: Irgendeine militärische Struktur jedenfalls weist die EU bisher nicht auf.“

### Rechtsmittel
Die Bundestagsfraktion der Partei Die Linke erwog eine Verfassungsklage gegen die Entscheidung der Bundesregierung für einen Bundeswehreinsatz in Syrien. Hintergrund sei laut Aussage von Dietmar Bartsch ein Verstoß der Bundesregierung gegen den Amtseid. Es erfolgt eine Prüfung, ob es ein ausreichendes Mandat für den geplanten Einsatz gebe. Es gebe dafür zumindest keine eindeutige rechtliche Grundlage, sagt Bartsch.
Die Grundrechtepartei erhob am 6. Dezember 2015 Klage vor dem Bundesverfassungsgericht (2 BvE 6/15). Hintergrund ist laut Pressemitteilung u. a. der Mangel an einem für einen solchen Einsatz gemäß Art. 42 Abs. 2, 4, 5 EU-Vertrag erforderlichen einstimmigen Beschluss des Europäischen Rates sowie die damit verbundenen Verletzungen des Grundgesetzes für die Bundesrepublik Deutschland. Mit Beschluss vom 18. Februar 2016 wurden die Anträge der Grundrechtepartei ohne inhaltliche Begründung als unzulässig verworfen.

## Einsatzspektrum der Bundeswehr

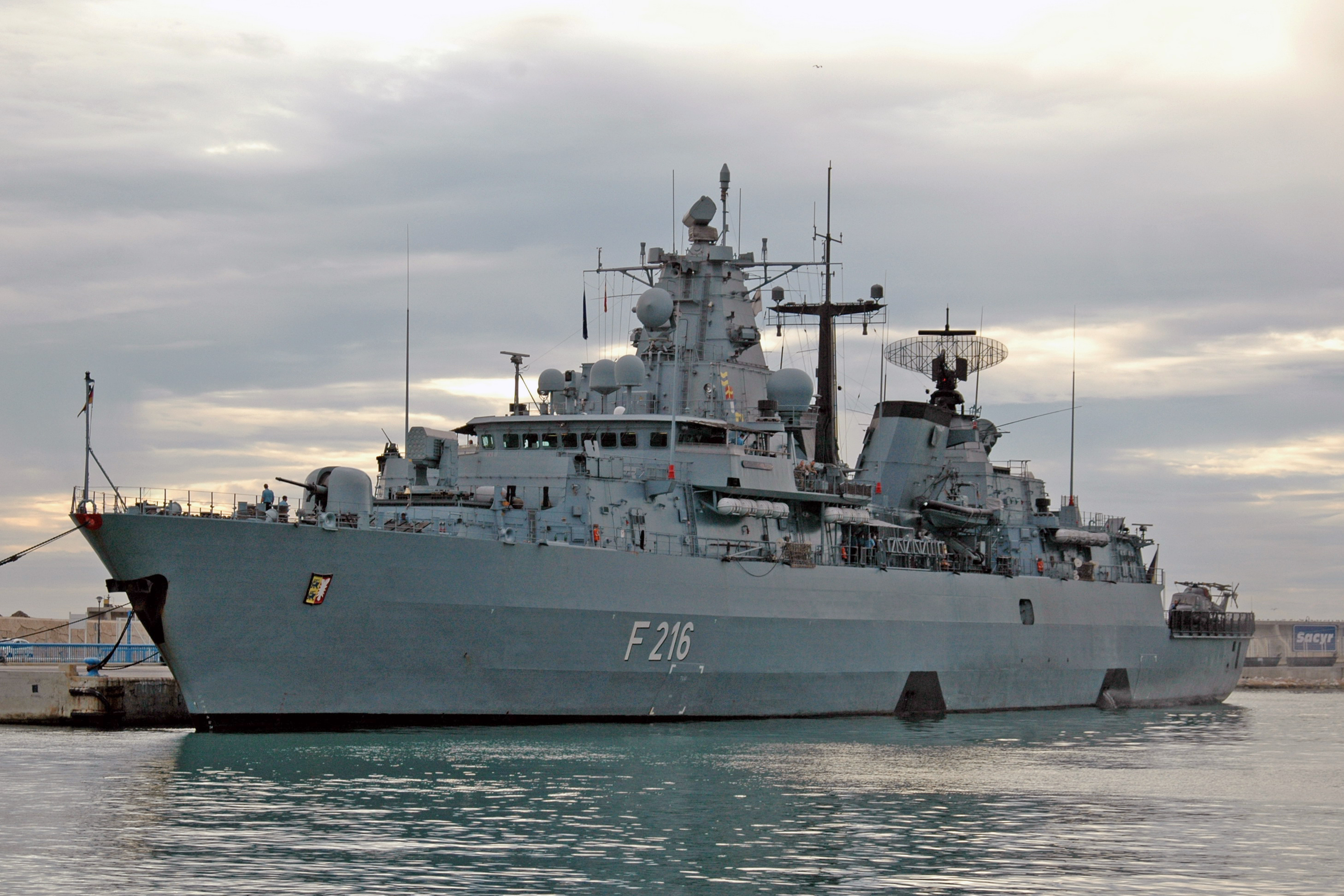
Die Schleswig-Holstein ist eine der Fregatten, die zur Begleitung des französischen Flugzeugträgers Charles de Gaulle eingesetzt werden kann. (2010)

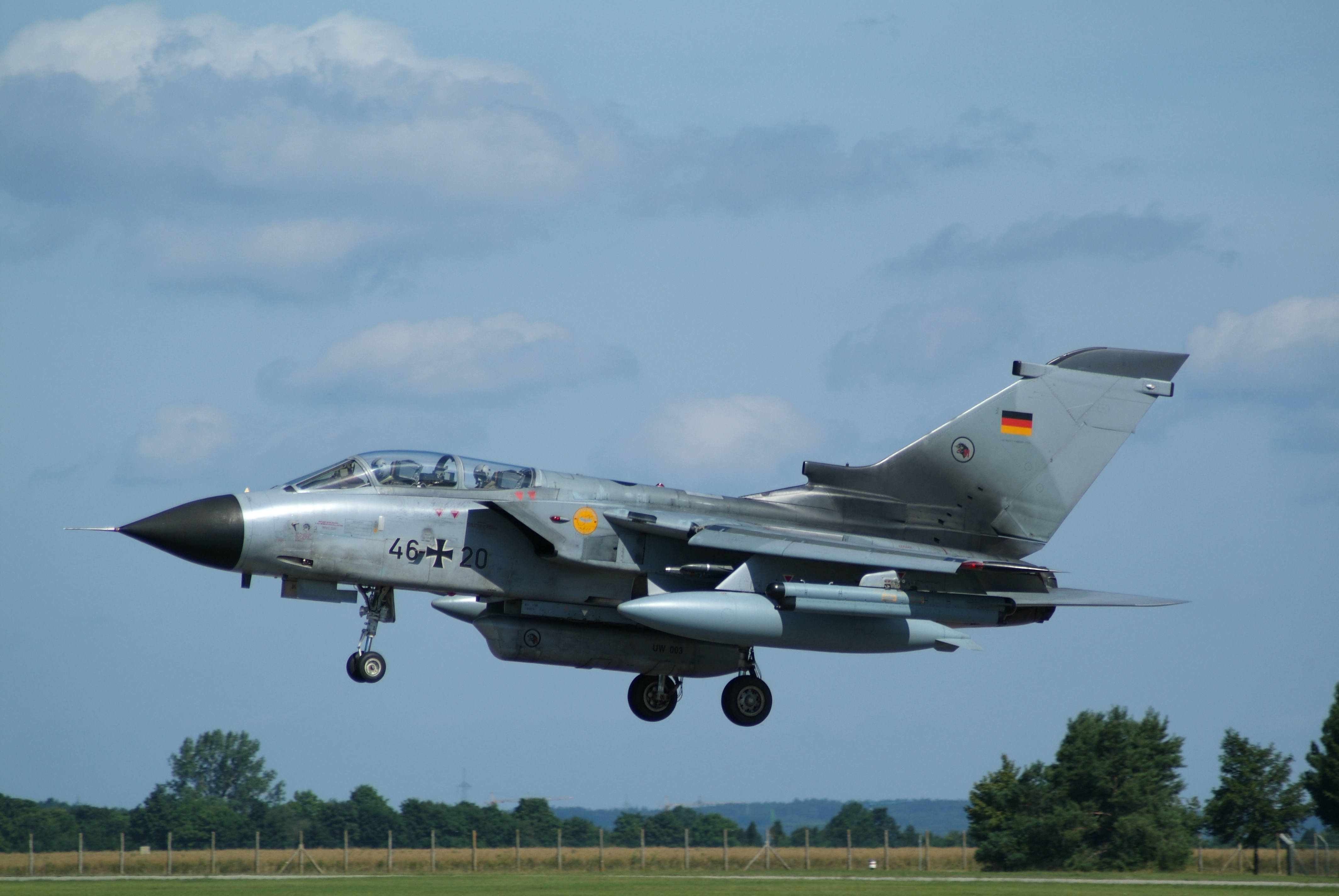
Ein Tornado Recce der Luftwaffe mit einem (alten, noch analogen) Recce-Container unter dem Rumpf (2008)

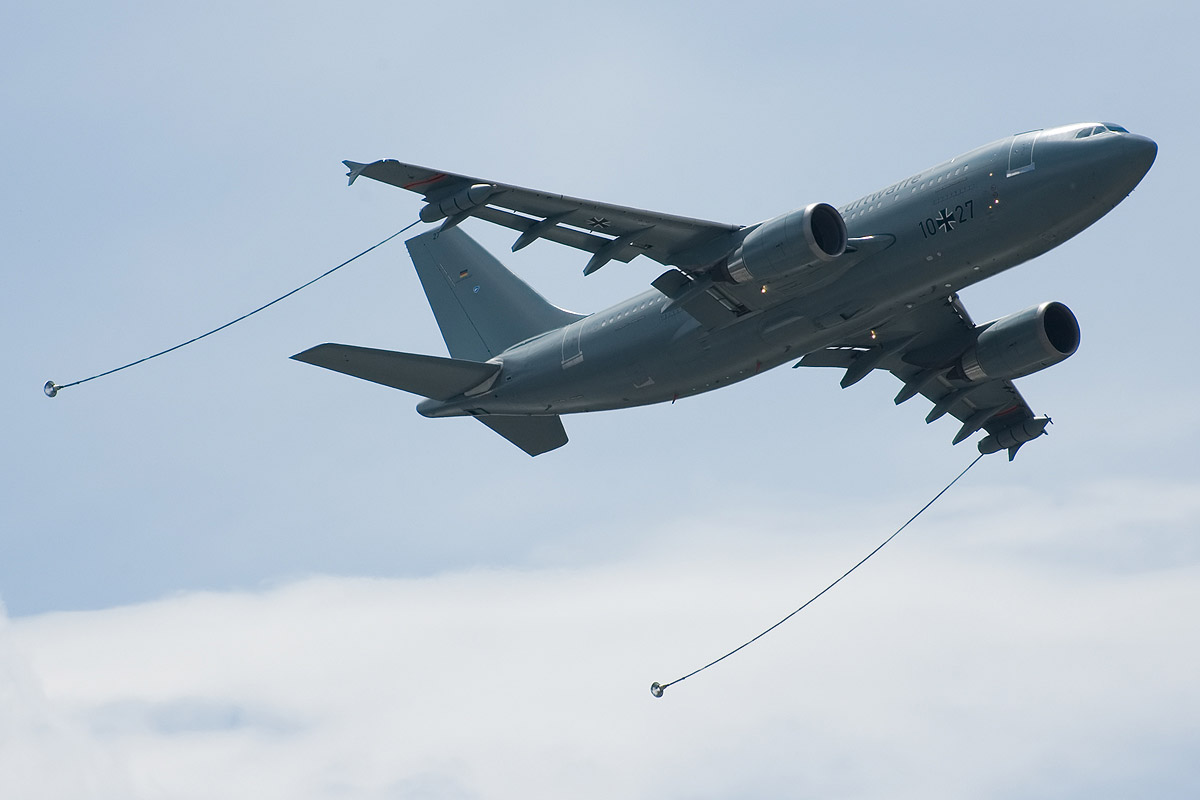
Ein A310-Tankflugzeug der Luftwaffe (2007)

Generalinspekteur Volker Wieker nannte eine Zahl von 1200 Soldaten für den Einsatz. Nach seinen Angaben würde die Luftwaffe vier bis sechs Tornados bereitstellen, um sie überlappend einzusetzen. In Frage kommen dabei die Geschwader: Taktisches Luftwaffengeschwader 33 aus Büchel und das Taktische Luftwaffengeschwader 51 „Immelmann“ aus Jagel. Unmittelbar vor der ersten Beratung im Bundestag, gaben die Inspekteure der Teilstreitkräfte am 2. Dezember 2015 einen Mängelbericht ab. Demnach sind von den insgesamt 93 Kampfflugzeugen des Typs Tornado nur 66 in Betrieb und davon wiederum nur 29 einsatzbereit. Das entspricht einem Anteil von 44 Prozent der in Betrieb gehaltenen Flugzeuge. „Die Lage der fliegenden Systeme bleibt unbefriedigend“, urteilte Generalinspekteur Volker Wieker.
Die Aufklärungsflugzeuge könnten an zwei Orten stationiert werden, wozu die Bundeswehr Gespräche mit der Türkei und Jordanien über die Luftwaffenstützpunkte Incirlik Air Base (NATO) und Amman führte. Die größte Gefahr für die Piloten entsteht durch Boden-Luft-Raketen von Kriegsparteien. Mit der Türkei wurde noch vor dem Bundestagsbeschluss vereinbart, dass unmittelbar danach die ersten „Tornado“-Aufklärungsjets und ein Tankflugzeug nach Incirlik verlegt werden können.
Nachdem es den deutschen Bundestagsabgeordneten mehrere Monate nicht erlaubt war, die Bundeswehrsoldaten zu besuchen, wurde aufgrund politischen Drucks ein Besuch erlaubt. Daher brachen am 4. Oktober 2016 sieben Abgeordnete aus allen Bundestagsfraktionen zu einer dreitägigen Reise in die Türkei auf, um die Luftwaffenbasis Incirlik zu besuchen.
Angesichts der verschlechterten deutsch-türkischen Beziehungen schlugen einige deutsche Politiker vor, die Bundeswehr und deutsche Waffen vom Stützpunkt Incirlik abzuziehen, um sie anderweitig zu stationieren. Nachdem Anfang Juni 2017 bei einem Treffen zwischen dem deutschen Außenminister Sigmar Gabriel und seinem türkischen Amtskollegen Mevlüt Çavuşoğlu ein weiterer Vermittlungsversuch gescheitert war, gab Gabriel an, keine andere Möglichkeit zu sehen, als die Bundeswehrsoldaten auf einen anderen Standort außerhalb der Türkei verlegen zu müssen. Ausgewählt wurde die Muwaffaq Salti Air Base der Jordanische Luftstreitkräfte bei al-Azraq, rund 100 km östlich von Amman. Seit dem 9. Juli 2017 ist das Tankflugzeug in Jordanien stationiert, die Tornados wurden bis 31. Juli 2017 zunächst nach Deutschland zurückgeflogen, bevor sie am 4. Oktober 2017 nach Jordanien verlegt wurden.
Eine Fregatte als Begleitschutz des französischen Flugzeugträgers wurde ebenfalls bereitgestellt. Im Bundestag wurde für diese Rolle die Augsburg genannt. Im Rahmen der European Union Naval Force – Mediterranean ist die Fregatte Schleswig-Holstein bereits im Mittelmeer. Die Luftbetankung der französischen Kampfjets wird durch einen Airbus A310 der Luftwaffe sichergestellt. Signalerfassende Aufklärung findet durch die entsprechenden Einheiten der Bundeswehr statt. Ebenfalls eingesetzt wird das Satellitenaufklärungssystem SAR-Lupe und die beiden Fernmeldesatelliten SATCOMBw.
Erster Kontingentführer der Luftwaffenanteile ist Brigadegeneral Andreas Schick, der der Marineanteile ist Fregattenkapitän Jörg Mascow. Schick wurde am 18. Mai 2016 von Oberst Holger Radmann abgelöst.
Nach einer Anfrage der Linksfraktion im Bundestag teilte das Verteidigungsministerium am 21. März 2016 mit, dass bis seit dem 8. Januar 2016 134 Aufklärungsflüge stattfanden. 40 Prozent der Aufklärungsziele lagen demnach in Syrien und 60 Prozent im Irak. Sechs Aufklärungsjets sind in Incirlik stationiert.
Die Daten werden 19 Staaten der „Anti-IS-Koalition“ zur Verfügung gestellt. Darunter ist ausdrücklich die Türkei (siehe Probleme des Einsatzes). Eine Verwendung der Tornado-Daten für solche Angriffe wird laut Bundesverteidigungsministerium mit einem Freigabevermerk „Nur für die Anti-IS-Operation“ verhindert. Politisch reagierte die Opposition verstört; Jan van Aken nannte es „naiv“ und „verantwortungslos“, der türkischen Regierung zu vertrauen, dass sie die Daten nicht auch für ihren Kampf gegen die Kurden verwendet werde.

### Probleme des Einsatzes
In Berlin einigte man sich noch vor dem Bundestagsmandat darauf, dass ein Missbrauch der deutschen Aufklärungsdaten durch die Türkei verhindert werden solle. Es wurde entschieden, die Weitergabe strikt zu zensieren. Hintergrund ist das „doppelte Spiel“, das die Türkei beim Krieg gegen den IS spiele. Ankara hat der Anti-IS-Koalition acht F-16-Kampfjets der Türkischen Luftwaffe unterstellt, die auch bei konzertierten Luftangriffen gegen den IS mitwirken. Gleichzeitig führt die Türkei aus der Luft Angriffe auf die kurdischen Milizen der Volksverteidigungseinheiten (YPG) in Syrien oder der Arbeiterpartei Kurdistans (PKK) (Türkei und Irak) durch. Die YPG sind im Rahmen des Militärbündnisses der Demokratischen Kräfte Syriens (SDF) Partner der Vereinigten Staaten und kämpfen im Norden des Iraks und Syriens am Boden gegen die Islamisten des IS. Die PKK wiederum wird in den Vereinigten Staaten und der Europäischen Union als terroristische Untergrundbewegung eingestuft. Es wäre durchaus möglich, dass die Türkei durch die Auswertung deutscher Bilder auch kurdische Ziele identifiziert und sie später mit Luftschlägen bekämpft.
Deshalb will die Bundeswehr zwei deutsche Offiziere als Zensoren, sogenannte „red card holder“, installieren. Sie sollen sowohl den Einsatz der deutschen Tornados als auch die Weitergabe der gesammelten Daten kontrollieren. Die deutschen Offiziere sollen im Befehlsstand der von den Vereinigten Staaten angeführten Anti-IS-Koalition auf der Al Udeid Air Base in Katar stationiert werden. Sie sollen auch sicherstellen, dass die Bundeswehr-Tornados nicht zu Missionen am Südrand der Türkei eingesetzt werden. Falls dies doch geschieht, sollen die Offiziere verhindern, dass türkische Stellen Aufklärungsdaten erhalten, die sie für ihre Angriffe auf kurdische Kräfte benutzen können.
Ein weiteres Problem für die Tornados und alle weiteren fliegenden Kräfte über Syrien ist der hoch frequentierte Luftraum. Die große Zahl an Kampfflugzeugen und Hubschraubern der US-geführten Koalition, Russlands und der syrischen Streitkräfte stellen ein Risiko dar, da eine ausreichende Koordination nicht stattfinde. „Die Gefahr von Kollisionen wächst erheblich“, warnt der Verteidigungsexperte der Linkspartei, Alexander Neu. Dies liege nicht nur an der Dichte an fliegendem Waffensystemen, sondern auch an der Weigerung der Politik, mit Russland und Syrien gemeinsam die militärischen Operationen zu koordinieren.
Die Bild berichtete, das Kommando Spezialkräfte (KSK) werde in „Notsituationen“ in Syrien eingreifen. Genannt wurde als Szenario die Befreiung eines abgestürzten und gefangen genommenen Tornado-Piloten. Ein KSK-Einsatz wäre durch das Bundestagsmandat gedeckt, in dem es in der Passage „Auftrag“ auch heißt: „Rettung und Rückführung isolierten Personals.“ Verteidigungsministerin Ursula von der Leyen hatte jedoch zuvor klargestellt, dass ein solcher Einsatz „in der Verantwortung der USA“ liege.
Am 20. Mai 2017 berichtet die Geheimdienstkreisen nahestehende israelische Nachrichtenagentur Debkafile, dass deutsche Spezialeinheiten auf syrischen Boden eingedrungen seien. Gemeinsam mit norwegischen und tschechischen Einheiten operieren sie gegen die von Russland unterstützen Truppen der syrischen Regierung. In der Region fand am 18. Mai ein Luftangriff von US-amerikanischen Flugzeugen auf eine Kolonne vorrückender syrischer Truppen statt. Die militärische Auseinandersetzung findet um die Dominanz über die direkteste Straßenverbindung Damaskus – Bagdad, in der Umgebung des Grenzübergang al-Tanf statt. Debkafile befürchtet in dem Artikel eine Intensivierung des Aufeinanderprallens der vereinigten Syrisch-Iranischen-Hisbollah Kampfeinheiten mit den involvierten NATO-Kräften.